# Trijang rinpoche
Trijang rinpoche is de titel van een tulkulinie in de gelugtraditie van het Tibetaans boeddhisme. Mogelijk de belangrijkste erkende reïncarnatie in de linie is de vierde rinpoche, Lobsang Yeshe Tenzin Gyatso.

## Tweede rinpoche
Lobsang Tsültrim Pälden (1838 - 1899/1900) was de tweede Trijang rinpoche. Hij was de vijfentachtigste ganden tripa van 1896 tot ca. 1899/1900 en daarmee de hoofdabt van het klooster Ganden en hoogste geestelijke in de gelugtraditie in het Tibetaans boeddhisme.

## Derde rinpoche
Lobsang Yeshe Tenzin Gyatso (1900-1981) was de derde Trijang rinpoche. Hij was een leerling van Pabongka, een boeddhistisch leraar die terug wilde naar de fundamenten die door Tsongkhapa begin 15e eeuw waren neergelegd in de hervorming van de kadampa- naar de gelugtraditie.
Later was hij de leraar van de veertiende dalai lama en daarmee een invloedrijk Tibetaans geestelijke. Na de publicatie van het Gele boek van de Zemey Rinpoche, liep de verering van Dorje Shugden uit op een controverse en raakte de derde Trijang rinpoche in diskrediet bij de dalai lama.

## Vierde rinpoche
Chocktrul Rinpoche (1981) werd erkend als de vierde Trijang rinpoche. Hij groeide op in het klooster Rabten Chöling in Zwitserland. Daarna vertrok hij naar het Amerikaanse Northfield, in Washington County in de staat Vermont, waar hij het Trijang Buddhist Institute oprichtte.